# 所沢市立中富小学校
所沢市立中富小学校（ところざわしりつ なかとみしょうがっこう）は、埼玉県所沢市大字中富にある公立小学校。

## 概要
在日米軍所沢通信基地近くに位置し、畑に囲まれ八雲神社近くの環境にある。埼玉県道56号 に「中富小学校入口」という交差点がある。

## 沿革
- 1873年 - 富応学校
- 1892年 - 中富公民館の所に移り、中富小学校となる
- 1913年 - 富岡尋常小学校第2分教所となる
- 1916年 - 富岡高等小学校第2分教所となる
- 1931年 - 富岡国民学校第2分教所となる
- 1947年 - 所沢町立富岡小学校第2分教所となる
- 1956年 - 所沢市立中富小学校となり開校記念日制定・校旗制定
- 1959年 - 校歌制定
- 1972年 - 現在の校舎（東半分）落成
- 1974年 - プール落成
- 1975年 - 体育館落成
- 1976年 - 校舎増築（西半分）落成
- 2001年 - 田中家より「穀倉」移築
- 2005年 - 新給食室完成

## 施設
校舎（4階建て）と新校舎、体育館がある。プールは新校舎屋上。

## 教育目標
- なかよく
- かしこく
- たくましく

## 穀倉
所沢市の重要文化財「穀倉」が正門を入るとすぐの所にある。2001年に近隣の田中家より「長く大切に保存していってほしい」願いで所沢市に寄与され、移設されてき。築年数は約250年と推定されている。